# Maesa aubertii
Maesa aubertii är en viveväxtart som beskrevs av André Guillaumin. Maesa aubertii ingår i släktet Maesa och familjen viveväxter. Inga underarter finns listade i Catalogue of Life.